# Kihlblom
Kihlblom är ett svenskt efternamn och kan avse någon av följande:
- Arnold Kihlblom (1863–1908)
- Erik Kihlblom (1901–1973)
- Lina Axelsson Kihlblom (1970–)
- Roger Kihlblom (1973–)